# Apartamento Farnesio

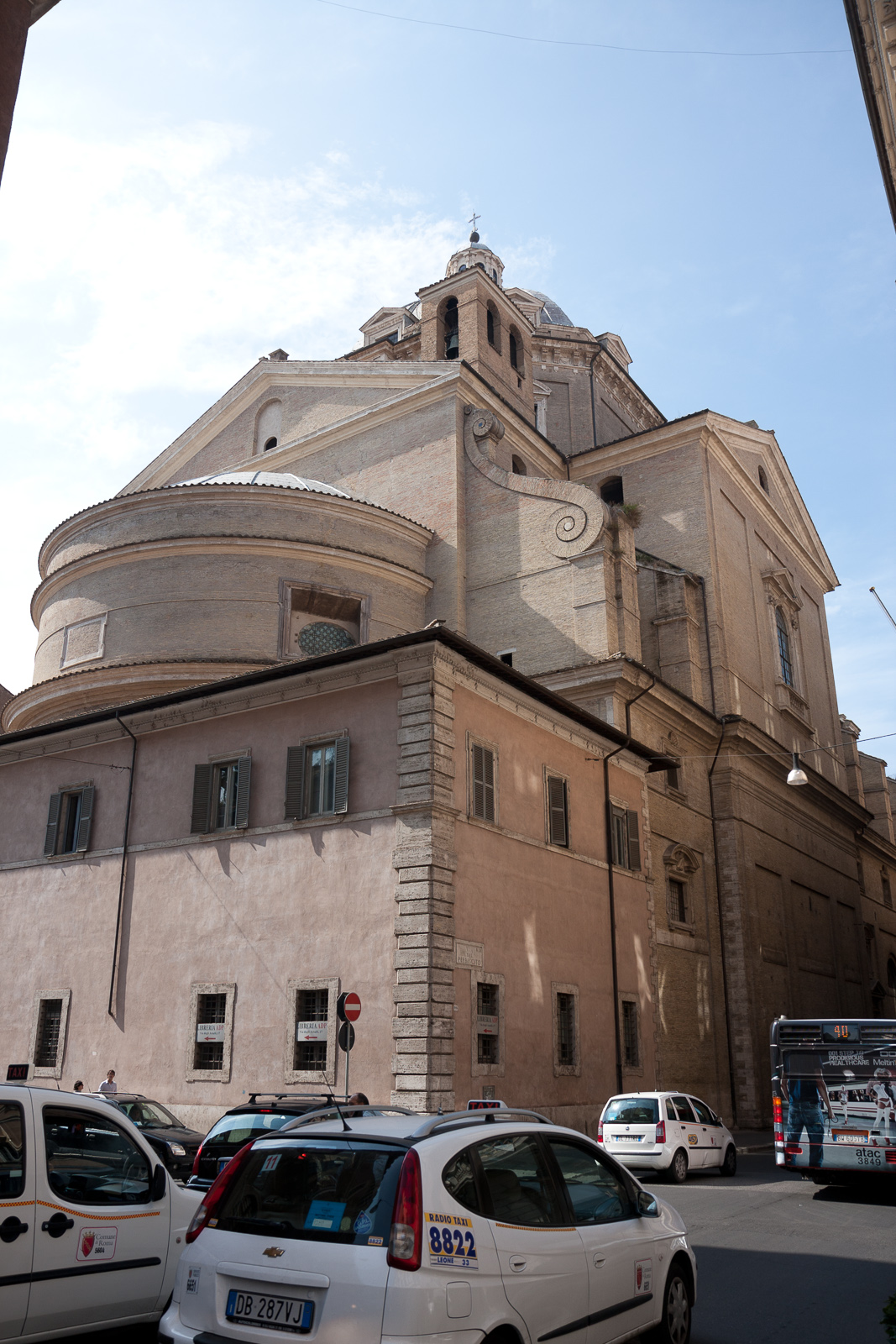
Vista del exterior del apartamento, tras el ábside de la iglesia del Gesú.

El Apartamento Farnesio es un conjunto de habitaciones, enmarcadas en la Casa Profesa de Roma, tras el ábside de la iglesia y destinadas por el cardenal Eduardo Farnesio para su uso.

## Historia
La reconstrucción de la casa profesa de los jesuitas en Roma había sido costeada por el cardenal Eduardo Farnesio, sobrino nieto del fundador y patrono de su iglesia (Il Gesú), el también cardenal, Alejandro Farnesio.
Desde los inicios del proyecto de casa profesa, el cardenal Eduardo Farnesio se reservó una serie de habitaciones que le sirvieran como lugar de retiro religioso en distintos momentos del año como, por ejemplo, en Semana Santa.
Tras su muerte en 1626, el apartamento continuó estando reservado para el uso de los miembros de la familia Farnesio en sus prácticas devocionales.
A finales del siglo XVII, y tras diversas peticiones a Ranuccio I de Parma como jefe de la familia, la Compañía de Jesús obtuvo el uso del apartamento.

## Descripción
A pesar de estar comunicado y formar parte de la casa profesa, exteriormente está diferenciada de esta, por tratarse de una construcción de dos alturas, frente a las cinco que exhibe el resto del edificio. 
En concreto, el apartamento propiamente dicho se encuentra ubicado en la planta alta de esta estructura constructiva.
Las cornisas y marcos de las puertas y ventanas están realizados con mármol travertino y decorados con flores de lis, emblema heráldico de la casa de Farnesio.
El apartamento permitía seguir las celebraciones llevadas a cabo en el presbiterio o tribuna de la iglesia, mediante cuatro balcones, dos de ellos de mayor tamaño conocidos como coretti.
Dentro del conjunto de estancias destaca la Capilla Farnesiana, pequeño oratorio que se conserva en su forma inicial.